# Grimoaldo I
Grimoaldo I (o Grimualdo) (c. 610-671) fue duque de Benevento (r. 647-662) y luego rey de los lombardos (r. 662-671).

## Biografía
Grimoaldo nació probablemente antes de 610, del matrimonio del duque Gisulfo II del Friul y de la princesa bávara Ramhilde, hija del duque Garibaldo I de Baviera. Sucedió a su hermano Radoaldo en 646/647 como duque de Benevento. En 641-642, él y Radoaldo habían sido regentes de su hermano adoptivo, mentalmente incapaz, el duque Aiulfo I. Grimoaldo se casó con la princesa Theodota, hija del rey Ariberto I, con la que tuvo un hijo, Garibaldo, que le sucederá brevemente.
En 662, después de ser llamado para asistir al rey Godeberto en una guerra con su hermano, el rey Pertarito, Grimoaldo entregó Benevento a su hijo mayor, Romualdo (r. 662-677) y, con la ayuda del duque Garibaldo de Turin, asesinó a Godeberto y forzó a Pertarito a exiliarse. Envió a la mujer y al hijo de Pertarito, Cunipert a Benevento, y se hizo cargo del reino de los lombardos. Fue entonces cuando se casó con la hermana de Godeberto, para vincularse con la dinastía bávara de Teodolinda.
Su coraje marcial y habilidad en el campo de batalla le aseguraron la victoria en muchas guerras de frontera. Dirigió a sus ejércitos a la victoria personalmente contra los bizantinos del emperador Constante II en el asedio de Benevento, donde habían sitiado a su joven hijo mayor Romualdo, quien desposó a su hermana Gisa con Constante. Romualdo entonces tomó Tarento y Bríndisi, limitando mucho la influencia bizantina en la región durante la rebelión de Mececio en Sicilia, el cual había distraído a los bizantinos tras la muerte de Constante. Grimoaldo tomó Forlì, en el norte, a los griegos y arrasó Oderzo (pero no lo tomó), donde sus hermanos habían sido asesinados años atrás. Su captura de Forlì fue vergonzosa, ya que sucedió el día de Pascua, matando a los fieles durante las festividades.
Mientras estaba combatiendo a los bizantinos en el Mezzogiorno, dejó al duque Lupus del Friul como regente en el norte. Lupus usurpó toda autoridad y se rebeló, aunque fue aplastado y, con la ayuda de los ávaros, su ducado fue despojado y devastado. Grimoaldo persiguió al hijo de Lupus, Arnefrit, y a sus aliados eslavos, y los derrotó en Nimis. Arnefrit murió en batalla. Grimoaldo colocó a Wechthari, un enemigo incondicional de los eslavos, en el Friul.
Grimoaldo también derrotó a los francos, que le invadieron durante la infancia de Clotario III. Grimoaldo tuvo como aliado a Pertarito en Asti y a los ávaros, de quienes había sido rehén en su juventud. Salvó el nordeste de Italia al derrotar a las tribus eslavas y mantuvo el orden interno sofocando las revueltas de los barones y suprimiendo la autonomía de los ducados del Friul y de Spoleto, donde instaló a Trasimundo.
En cuanto a su religión, permaneció arriano, a pesar de su matrimonio con una católica y se mantuvo distante del papado. Sin embargo, reconoció a san Miguel, cuyo culto se extendía ampliamente desde el santuario del monte Gargano, como guerrero-protector de la nación lombarda.
Murió en 671, después de concluir un tratado con los francos y fue sucedido por Pertarito, al que había exiliado. Fue un gobernante popular, conocido tanto por sus virtudes de generosidad y piedad como por su ferocidad y crueldad en la guerra. Su hijo Romualdo quedó en Benevento, el cual una vez más se alejó de la autoridad central, y su hijo Garibaldo que le sucedió brevemente, no fue aceptado para sucederle, debido a su juventud y fue depuesto por los partidarios de Pertarito al cabo de tres meses.